# 第二次ホムスの戦い
第二次ホムスの戦い（だいにじホムスのたたかい）は、1281年10月29日にシリア西部で起こったイルハン朝（モンゴル帝国の地方政権）とマムルーク朝による戦いである。イルハン朝のアバカとマムルーク朝がシリアをめぐって争った。

## 前触れ
マムルーク朝が1260年のアイン・ジャールートの戦いと1277年のエルビスタンの戦いでモンゴル軍に勝利すると、イルハン朝のアバカが兄弟のモンケ・テムルを指揮官にして主にレヴォン3世のアルメニア軍とデメトレ2世のグルジア軍からなる4万から5万ほどの大軍を派遣し、ホムスにて初めてマムルーク朝が全軍でモンゴル軍と対峙することになった。
1280年10月20日、モンゴル軍はアレッポを奪取すると、市場を略奪し、モスクを焼き払った。ムスリムの住民はダマスカスに避難し、マムルーク朝のカラーウーンが軍を集めた。

## 戦闘
1281年10月29日、両軍はホムスの南部で会戦した。モンゴルの将軍とデメトレ2世が率いるアルメニア、グルジア、オイラト連合軍がマムルーク軍の左翼を敗走させ、追い散らしたが、カラーウーン軍がモンゴル軍の中央を壊滅させた。モンケ・テムルが負傷して逃亡し、混乱した軍が後に続いた。しかし、カラーウーンが敗走した軍を追撃することはなく、アルメニア、グルジア連合軍は辛うじて無事に撤退することができた。

## 余波
翌年にアバカが没し、後継者のテグデルはマムルーク朝に対する方針を変え、イスラームに改宗し、マムルーク朝との同盟関係を築いた。
西側の国境でモンゴルの全軍が撃退されたのは初めてであり、Nicholas Mortonは、この戦いがモンゴル帝国の拡大における重要な転換点になったとしている。